# لاله منصور
لاله منصور (ترکی استانبولی: Lale Mansur؛ زادهٔ ۱۹۵۶) هنرپیشه اهل ترکیه است.
از فیلم‌ها یا برنامه‌های تلویزیونی که وی در آن نقش داشته‌است می‌توان به شادمانی، عشق به زبان دیگر اشاره کرد.